# 行運超人
《行運超人》（とっても!ラッキーマン）是日本漫畫家蒲生洋的英雄搞笑的少年漫畫，以及改編電視動畫，其作品曾於1997年10月至1998年2月間在無線電視翡翠台播出。

## 故事簡介
動畫&漫畫
無關主線
追手內洋一是全日本最倒楣的中學生，他在某一日得到變身成為幸運超人的力量。為了保護地球，幸運超人憑著其超幸運的「運氣」，跟各種侵略地球的宇宙人戰鬥，引起連場笑話。
救世超人侵略篇
漫畫
裡宇宙篇
在這宇宙裡越醜的人就越帥越美，
例如奇麗田見代在該居民的眼光是超級醜的存在，不細工歪妹則是超美麗的存在。
在救世主超人求助之下號招16超人拯救裡宇宙的故事
該BOSS與救世主超人一樣擁有救世之手並同時還擁有毀滅之手
多重宇宙大賽篇（最後篇章）
宇宙之間的淘汰賽，贏下最終勝利的宇宙的宇宙神將成為主宰所有宇宙的大宇宙神，而某個宇宙的宇宙神正在謀算什麼陰謀...

## 主要英雄人物
僅列出為主要登場的英雄人物。
追手內洋一（港譯：永丸一洋黑，ラッキーマン，Yoichi Tsuitenai）
配音：田中真弓（日本）；袁淑珍【TVB版】／周文瑛【DVD版】（香港）
他是全日本最倒楣的中學生，暗戀同班同學奇麗田美代，但因他被不細工歪妹所喜歡，而且十分倒楣的每次表白都失敗而無法追求到手，在第一集螳螂人入侵地球時被太空船砸中後逝世，其靈魂剛好被第一代幸運超人偶然撞見後，授其英雄證書與變身「吉利果」（蕎頭），每次與外星人作戰時吃下「吉利果」（蕎頭）就可以變身成幸運超人，變身後自身就不會倒楣，但時效一過就回到原狀，
幸運超人（港譯：行運超人，ラッキーマン，Luckyman）
是追手內洋一變身後的樣貌，從第一代行運超人處得到變身能力，毫無實力和戰略，唯一武器是幸運。只有在被其守護星「幸運星」照射到才有幸運特質，若幸運星被烏雲遮掩或其他因素無法照射，幸運超人胸前的「大吉」將會變成「大凶」，如同追手內洋一為變身前。在正義感極高的狀態下，身體材質會變成白金，會因各種意志以及領悟越大，則幸運就會越接近無限，並且可以隨意更改胸前的吉字，例如在與救世超人對決時覺醒身體材質變成白金，而開玩笑將字變成豐臣秀吉，在最後一篇因為了正義為了和平，而讓幸運星認同並與之合體，幸運超人因此完全覺醒而變得跟天才超人依樣擁有天才的智慧以及無限的幸運。16超人之一。
出場對白（港譯）：「變身蕎頭，味道一流，變身！我雖然一無所長，毫無實力，而且一世符碌（一生幸運），但係（是）我係全宇宙最夠運嘅（的）正義英雄，行運超人，駕到，哈哈哈。」
杉田努力（すぎた どりょく，Doryoku Sugita）
配音：千葉繁（日本）；招世亮【TVB版】／郭立文【DVD版】（香港）
平時作為人類時，名叫杉田努力，為追手內洋一（幸運超人）的徒弟。
努力超人（努力マン，Doryokuman）
無論做任何事都以努力不懈為目標。一次挑戰幸運超人失敗後，視他為偶像和拜他為師。在紙上寫上努力再將其貼上身即可變身。
腳有雙屐，用100萬塊豆腐濃縮鍛造而成，每塊重300克，兩對共重60噸，因此讓努力有神奇般的腳力。
有兩個哥哥：勝利超人、友情超人。三人各有一根柱子，當三根柱子合一，就會合體成他們爸爸的樣子，能力則變成3倍以上。16超人之一。
絕招：努力死光（把自己綁在電線桿上放電）、努力手刀、努力飛腿、努力大車輪、努力眼火爆、努力防護罩（以極快的速度築牆抵擋攻擊）
出場對白：「努力加油，永不言敗。一、要努力，二、也是要努力，三、四、五、也是要努力！努力超人，駕到！」
目立想(天皇巨星超人)（港譯：阪野戇男，為廣東話「扮嘢（作狀）戇男」諧音）
配音：岩永哲哉（日本）；郭志權【TVB版】／劉昭文【DVD版】（香港）
全日本最作狀和喜歡出風頭的中學生，在一次免費英雄改造得到變身為天皇巨星超人的能力，但徒具外表，毫無任何能力，經常給幸運和努力超人帶來麻煩。家中極其貧困，在最後因自身白目常常被其他超人多次修理後，偶然一次被天才超人發現，復原能力無敵快，上一秒重傷下一秒就復原了，可以說是一個無敵的存在，雖說無敵但依然還是沒任何作用...。還有一個弟弟(目立拓內)一個妹妹(目立真千子)和一隻「飛馬」(註)。16超人之一。
絕招：天王巨星飛鏢
出場對白(港譯)： 「扮嘢，褒呔(領呔)！天皇巨人超人駕到」
飛馬：目立家的家畜，雖然名為飛馬，但實際只是繫上一對白色翅膀飾品充當的普通白馬。
勝利超人
配音：森川智之（日本）；馮錦堂【TVB版】／黃文偉【DVD版】（香港）
不管任何事都要第一，為了勝利可以不擇手段，努力超人跟友情超人的哥哥。因為在英雄選拔賽中誣蔑努力超人犯規而兄弟反目，實際上為答應已逝世的母親不讓努力超人成為英雄步入父親後塵，千方百計的保護努力超人不讓努力超人戰鬥，後來在宇宙教父事件中，透過友情超人的坦言後，努力超人才知道真正原因後和好。
絕招是：勝利激光、魚尾攻擊、勝利鐵槌、勝利飛腿、頒獎台額頭攻擊、和尚頭心臟攻擊。
在宇宙比賽對決篇(最後一篇)因跟某宇宙比賽棒球九局上半，因幸運超人打哈欠不小心打到球，卻奇蹟似的防守方都意外失誤最後變成全壘打，當回顧錄像時只有被重考生觀眾發現勝利超人作弊，當這位觀眾正要開口時，就已來到身旁威脅成功。
本身因為小時候吃了努力超人做的超失敗餃子，因而留下陰影不敢吃餃子，在最後一篇克服了陰影一口吞了百顆餃子而贏得比賽。
三人各有一根柱子，當三根柱子合一，就會合體成他們爸爸的樣子，能力則變成3倍以上。16超人之一。
友情超人
配音：伊倉一惠（日本）；梁偉德【TVB版】（香港）
喜歡交朋友，但是如果不願跟他交朋友下場可是會很慘的..(友情超人的大絕:呼喚他所有朋友圍毆(大約有上百位))，勝利超人的弟弟努力超人的哥哥。
絕招：友情光線。
忿怒下會變惡鬼型態(頭上的心會變成魔鬼角。)，戰力大增。
三人各有一根柱子，當三根柱子合一，就會合體成他們爸爸的樣子，能力則變成3倍以上。身邊隱身著一匹狼。16超人之一。
天才超人
配音：關智一（日本）；邝树培【TVB版】／陈廷轩【DVD版】（香港）
傲自負，集天才般的智力，俊美外型於一身的英雄，不容得一絲缺陷，英雄協會最先認可的英雄超人，為相隔五十億年所誕生的一位天才，不管任何事都不用學就能夠知道，並且能夠未卜先知，在英雄協會考試中以甲級成績以最短的時間出線取得證書，在剛取得證書時，即發生半魚人襲擊泳池星，天才超人立馬拿著證書前往現場解決了半魚人，但在打鬥前將英雄證書放置旁邊時被宇宙教父偷偷丟棄至太空，飄走時剛好被第一代幸運超人撿走證書後並篡改姓名，以致被英雄公會剝奪英雄資格，除非找回英雄證書，當在最失意的時後宇宙教父主導一切趁虛而入，被其慫恿來報復英雄會長和宇宙教父合作擔任手掌戰隊主將拇指寶藍戰士，在宇宙教父事件中對決幸運超人時發現當時證書為幸運超人所偷走而發怒，誓言要用天才頭腦所想出來最殘酷的方式將幸運超人殺害，由於強大的復仇心失去了冷靜，被幸運超人用幸運獲勝後，在過程中幸運超人靠著幸運連救天才超人二次因而深深感動了天才超人，決心又再次成為真正的英雄。16超人之一。
絕招：天才光線。
救世超人SZG（改革超人）
配音：茶風林（日本）
原名叫救世超人，原本是偉大的英雄，過去曾與還未成為會長的超必殺技超人搭檔兼好友打擊邪惡份子，一直穿著很重的全套鎧甲從未脫過，後因宇宙神要選該宇宙的會長，因自身的強大力量認為應由自己擔任，就連超必殺技超人也認為如此，但最後宇宙神卻選擇超必殺技超人當會長，因不滿沒選上擁有強大力量的自己從此懷恨在心而走上歧路，在現代為了報仇而找上會長，手下為手掌戰隊，其中兩位則是天才超人與跑得快一號超人，在與幸運超人戰鬥途中而脫下鎧甲獻出真面目，結果全身都是傷痕並還在流血，自身表明為了記住恨從未讓它痊癒過，而最後被幸運超人進化成豐臣秀吉超級幸運而打敗，最後逃跑時卻發現幸運超人也在同在太空船上，誤以為是要趕盡殺絕，也因幸運超人的幸運將太空船弄壞而無法控制，就這樣直直往太陽飛奔而去，正當誤以為是幸運超人的智慧計謀時，結果幸運超人當場非常慌張，因為幸運超人無意間（幸運？）的一些慌張的話語而有所領悟，最後放下仇恨把幸運超人丟出太空船，自己乘著太空船衝向太陽，最後幸運超人看見救世超人SZG身上的傷口已癒合消失，最後消失在太陽裡。在選拔超人大賽途中後再度登場讓眾人驚呀不已，說明了當初是宇宙神救了自己，並在自己的名號後面加上了SZG。16超人之一。

### 次要英雄人物
救世主超人
謎一般的超人，左手還是右手擁有黑洞能力稱之為救世手，能夠自由將自身或他人或任何物體到處傳送，但是關於救世手的秘密，根據內宇宙前國王所說，救世手在百年內只可能出現一人，而那人正是他的兒子，於是內宇宙前國王對於救世主超人擁有第二個救世手充滿了疑問。16超人之一。
一匹狼超人
在選拔超人大賽中與友情超人對上，因拒絕當友情超人的朋友，並說不需要任何朋友，在友情超人憤怒下使用大絕，被友情超人所呼喚的所有朋友圍毆，最後被友情超人的話感動，之後便一直隱身在友情超人身邊，只露出一隻眼睛。16超人之一。
浪漫超人
做任何事都要浪漫，除了巨星超人外在16超人裡面實力最弱(只會很好看穿的分身術)。16超人之一。
水手服超人
是唯一的女超人，非常的美麗，一開始是偽裝成船人的樣子，後因偽裝的裝扮被幸運超人以幸運破壞而露出真身，喜歡勝利超人。16超人之一。
跑得快一號超人
本來名為速度超人，後因與一匹狼超人比賽速度而落敗，因此改名跑得快一號，曾經被壞人時期的救世超人SZG洗腦成為手指特種部隊的尾指綠戰士。16超人之一。
塗改超人
能夠將任何以定型的任何字體或塗鴉改成自己所想的樣子，並且能夠塗改他人個性，也是16超人之中的醫療定位。因成功閃避天才的天才死光成為16超人之一。
好好超人
絕招是音樂舞蹈。因成功閃避天才的天才死光成為16超人之一。
頂級超人
頭上有皇冠形狀。因成功閃避天才的天才死光成為16超人之一。
樸克超人
全身都是樸克牌所組成。因成功閃避天才的天才死光成為16超人之一。
附註:當16位超人合力不管任何強大的敵人都能夠殲滅。
會長（超必殺技超人）
配音：笹岡繁藏→八奈見乘兒（日本）；李錦綸【TVB版】（香港）
英雄星首領，英雄協會的會長，擁有英雄力量，能讓其他英雄得到他的力量。成為會長之前叫“超必殺技超人”，雖然叫這個名字但戰鬥力低下、只能給別人加buff而沒有任何必殺技。
在被宇宙教父盯上時非常害怕，但熱愛和平，總是喜歡捉弄幸運超人。
絕招：英雄力量
宇宙教父（台譯：改革超人、港譯：改良世界超人）
曾是一位偉大的英雄，和英雄協會的會長是朋友，但競選會長時落選，從此置身於罪惡中，並想除掉會長，佔領宇宙。他擁有絕世無雙的實力，可變大，後來被英雄們打敗後逃跑。

## 地球人
奇麗田見代（港譯：天生美麗子）
配音：松井菜櫻子（日本）；鄭麗麗【TVB版】（香港）
全日本最美麗的中學生，但個性其差無比，是永丸一洋黑的夢中情人。對永丸一洋黑無甚好感，非常仰繤幸運超人，但也被天才超人俊美的外表所迷戀。
不細工是代（另一臺譯名：不細工歪妹，港譯：豬木笨子）
配音：高乃麗（日本）；盧素娟【TVB版】（香港）
超喜歡永丸一洋黑，但極度討厭幸運超人，經常阻礙他向美麗子表白。擁有超強藝術細胞，而且家中財產富可敵國。並且以為自己才是女主角。

## 每集標題
| 集數 | 標題                          |
| ---- | ----------------------------- |
| 1    | 大戰螳螂人                    |
| 2    | 大戰災難老爹                  |
| 3    | 大戰鳥人                      |
| 4    | 最強男爵出場                  |
| 5    | 大戰馴獸外星人                |
| 6    | 大戰蠟像人                    |
| 7    | 大戰核突獸                    |
| 8    | 大戰努力超人                  |
| 9    | 大戰千面人                    |
| 10   | 再戰最強男爵                  |
| 11   | 天皇巨星超人登場              |
| 12   | 大戰藝術星人                  |
| 13   | 大戰藝術星人續集              |
| 14   | 又再戰最強男爵                |
| 15   | 大戰搗亂派對外星人            |
| 16   | 大戰半魚人                    |
| 17   | 大戰痴心人                    |
| 18   | 大戰追債鳥人                  |
| 19   | 板野戇男的秘密                |
| 20   | 大戰炸彈外星人                |
| 21   | 大戰極惡外星人                |
| 22   | 大戰極惡外星人續集            |
| 23   | 大戰黃金腳                    |
| 24   | 新版灰姑娘                    |
| 25   | 大戰極惡教師                  |
| 26   | 大戰運動會怪人                |
| 27   | 回到江戶時代                  |
| 28   | 大戰忍者外星人                |
| 29   | 大戰運動外星人                |
| 30   | 大戰合體三人組                |
| 31   | 努力,勝利,友情三兄弟重逢      |
| 32   | 全宇宙的危機                  |
| 33   | 努力超人的過去,哥哥他們的背叛 |
| 34   | 被瞄準的英雄協會會長          |
| 35   | 大戰殺手人                    |
| 36   | 大戰手掌戰隊五指戰士          |
| 37   | 宇宙最大戰役                  |
| 38   | 尾指綠戰士的真正身份          |
| 39   | 大戰噴射速度人                |
| 40   | 大戰無名指戰士                |
| 41   | 大戰鋼鐵二人組                |
| 42   | 美好的兄弟之愛復活            |
| 43   | 苦練五十年豆腐鐵屐的威力      |
| 44   | 憤怒的努力超人                |
| 45   | 努力超人的真正力量            |
| 46   | 天才超人的悲劇                |
| 47   | 行運超人對天才超人            |
| 48   | 殘忍,極度痛苦的殺人方法       |
| 49   | 強敵-無敵的宇宙教父           |
| 50   | 最後決戰,最強合體力量         |

以上只是算是戰役的開頭（並非完結）
在漫畫最終篇則是多重宇宙大賽篇
總共188話（完結）

## 相關人物
- 大場鶇

## 外部連結
- 行運超人日本官方網站